# Simo Kaario

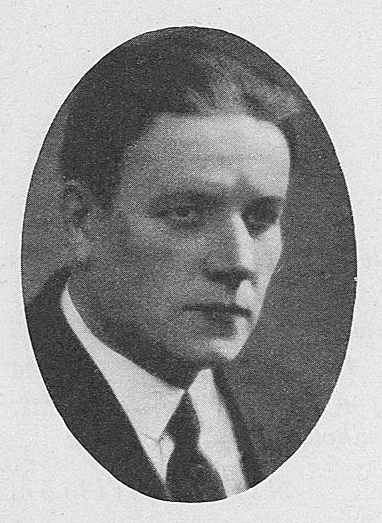
Simo Kaario, bild från början av 1930-talet.

Simo Kaario, ursprungligen Flink, född 11 januari 1876 i Helsingfors, död 1 maj 1944, var en finländsk skådespelare. Han var gift med skådespelaren Helvi Kaario.
Kaario gjorde studieresor till Sverige, Danmark, Paris, Wien samt Berlin och verkade som skådespelare vid Helsingfors arbetarteater 1902, Finlands landsbygdsteater 1904–1906, folkteatern 1913–1914, teatern i Tammerfors 1907–1913 samt från 1914. Kaario verkade även som regissör och teatermålare.

## Filmografi[2]
- Pohjalaisia, 1925
- Lumisten metsien mies, 1928
- Herra Lahtinen lähtee lipettiin, 1939